# عبدالحسین روستائیان
عبدالحسین روستائیان شیمی‌دان ایرانی است که در شیراز به دنیا آمده‌است. از او به عنوان «پدر فیتوشیمی و ترپنوئیدهای ایران» یاد می‌شود.
پروفسور عبدالحسین روستاییان عضو هیئت علمی تمام وقت واحد علوم و تحقیقات دانشگاه آزاد اسلامی به عنوان محقق برتر بین‌المللی ایران در زمینه کشاورزی و علوم زیست شناخته شده‌است. پروفسور عبدالحسین روستاییان دارای تخصص گرایش عالی فیتوشیمی و شیمی ترکیبات طبیعی است و از طرف سمینار Scopus - Elsevier به این درجه نائل شده‌است.
پروفسور روستاییان دو ترکیب فیتوشیمیایی و ضد مالاریا با نام تهرانولید و دیگری با نام شیرازولید را با همکاری محققان و پژوهشگران کشور کشف و به جامعه پزشکی تقدیم کرده‌است. دکتر عبدالحسین روستاییان که به واسطه تحقیقات گسترده در این زمینه، «پدر فیتوشیمی و ترپنوئیدهای ایران» لقب گرفته در ۸۱ سالگی همچنان به تدریس و تحقیق اشتغال دارد به طوری که تنها در پنج سال اخیر حدود ۷۰ مقاله در زمینه ترکیبات طبیعی به چاپ رسانده‌است.
روستاییان گیاه درمنه را از مهمترین داروهای گیاهی برای درمان مالاریا می‌داند.

## زندگی
عبدالحسین روستائیان در بیستم آذرماه ۱۳۰۷ در شیراز به دنیا آمده و تحصیلات دوران ابتدایی و متوسطه را در شیراز گذراند. در سال ۱۳۳۱ در رشته شیمی دانشگاه صنعتی کارلسروهه آلمان مشغول به تحصیل شد و پس از پایان دوره کارشناسی تحصیلات خود را در رشته شیمی آلی دانشگاه وین ادامه داد. پس از آن در سال ۱۹۶۳ در دانشگاه پاویای ایتالیا به تحصیل دوره دکتری شیمی آلی پرداخت و نهایتاً در سال ۱۹۶۶ با کسب درجه عالی موفق به اخذ مدرک دکتری شد.

## حرفه
دکتر عبدالحسین روستاییان پس از بازگشت به ایران از مهر ماه سال ۱۳۴۵ به عضویت گروه شیمی دانشکده علوم دانشگاه ملی درآمد و از سال ۱۳۵۵ ریاست مرکز تحقیقات شیمی این دانشگاه را بر عهده گرفت. وی علاوه بر سابقه ۳۰ ساله تدریس در دانشگاه شهید بهشتی، سال‌ها در دانشگاه آزاد اسلامی واحد تهران شمال تدریس کرده و از سال ۶۶ در دانشگاه آزاد اسلامی واحد علوم و تحقیقات به‌طور تمام وقت فعالیت داشته‌است. دکتر روستائیان از سال ۱۳۷۸ مدیریت گروه شیمی دریا در دانشکده علوم و فنون دریایی واحد تهران شمال را بر عهده داشتند.

## افتخارات
از افتخارات استاد کسب عنوان محقق برجسته علم و صنعت در سال ۱۳۶۱، جایزه سومین جشنواره خوارزمی و سومین جشنواره رازی و لوح تقدیر دانشگاه آزاد اسلامی است.
از مسوولیت‌های اجرایی دکتر روستائیان می‌توان به ریاست مرکز تحقیقات شیمی دانشگاه شهید بهشتی در سال‌های ۱۳۵۸–۱۳۵۵ و۱۳۷۴–۱۳۶۵ اشاره کرد. علاوه بر این دکتر روستائیان در سمینار سالانه Elsevier-Scopus که در نوامبر ۲۰۰۷ میلادی در جزیره کیش برگزار شد، محقق برتر بین‌المللی ایران در رشته Agricultural and Biological Sciences (کشاورزی و علوم زیستی) با گرایش فیتوشیمی و ترکیبات طبیعی شناخته شد. وی عضو هیئت تحریریه مجله علوم دانشگاه آزاد اسلامی، مجله دارو وابسته به دانشکده داروسازی دانشگاه علوم پزشکی تهران و چند مجله علمی به زبان انگلیسی است و در تأسیس پژوهشکده گیاهان دارویی دانشگاه شهید بهشتی در سال ۱۳۷۳ نقش مؤثری ایفا کرده‌اند. استاد تاکنون بیش از ۱۲۰ پایان‌نامه را در مقطع کارشناسی ارشد شیمی، ۷۵ پایان‌نامه دکتری داروسازی عمومی و ۳۵ پایان‌نامه دکتری را راهنمایی کرده‌است. کتاب «فلاونوئیدها و اثرات زیست شناختی آنها» که در سال ۱۳۸۰ تألیف شده‌است و بیش از ۲۵۲ مقاله علمی در مجلات علمی بین‌المللی معتبر از دیگر آثار علمی ماندگار استاد به‌شمار می‌رود.

## آثار
- فلاونوئیدها و اثرات زیست شناختی آنها
- Malaria parasites And Traditional medicinal plants: Severe malaria is caused by P.falciparum infection. Natural products have been important sources of antimalarial agent[۲]
- Persian Medicinal Plants:Their Constituents and[۳]Biological activities